# 丁太升
丁太升（1977年1月31日—），网名黑刀、丁太，河北唐山人，中国大陆唱片企划、创作歌手、乐评人、演员、导演和编剧。曾任摩登天空企宣总监，参与过数十张音乐专辑的企划推广，是摩登天空音乐节、草莓音乐节的缔造者之一。
丁太升亦作为乐评人活跃在各大音乐综艺节目和社交媒体中，常以犀利的点评部分歌手引发热议，2023年8月3日丁太升所有社交媒体皆因不明原因被封号。

## 经历
丁太升出生在河北省唐山市，毕业于唐山市农业学校（今唐山职业技术学院）。
早年接触摇滚音乐，开始学习吉他、写歌。1997年前往北京，加入词作家陈哲创办的CZ音乐，成为一名唱片企划和民谣歌手。1999年，担任国内首张布鲁斯专辑的企划。同年9月，发表原创歌曲《远山》、《两千五百年》，收录于专辑《第一直觉》。2001年入职摩登天空，任该公司企宣总监，先后参与数十张音乐专辑的企划推广。2007年至2009年，他参与创办摩登天空音乐节及草莓音乐节，担任过“明日的荣耀——摩登10年星光夜”演出企划，出演彭磊执导的电影《野人也有爱》。此外，他亦曾服务于中国唱片总公司领先音乐工作室、大地唱片、星外星音乐等音乐公司，创办奇葩影像。2015年6月从摩登天空离职，转为自由身份。
2009年，丁太升担任湖南卫视音乐选秀节目《2009快乐女声》专业评审，由此获得关注。次年2月，助阵《2009快乐女声》冠军江映蓉生日会演出。2011年，参演电影《乐队》。2012年底，受邀担任“回声33年”评选活动、“唱响CBD”活动评委。2013年6月，做客酷6网访谈节目《读人》。11月11日，其创作的诗剧《情爱长安》在北京东方剧院举行首演。2016年3月，以“敢说团”成员身份参加芒果TV综艺节目《敢ZUO敢为女声秀》。2017年2月，参加爱奇艺综艺节目《奇葩大会》。5月，担任芒果TV音乐选秀节目《2017快乐男声》云唱区评委。12月1日，推出个人单曲《我从海边来，身体上长满了盐》。2018年11月，以评委身份参与《全民星歌声》总决赛。
2019年，丁太升作为“超级乐迷”参加爱奇艺乐队竞演节目《乐队的夏天》第一季，受邀担任优酷视频乐队竞演节目《一起乐队吧》权威乐评人。2020年初，以“声音鉴赏团”成员身份参加浙江卫视音乐竞技节目《天赐的声音》第一季。同年7月，担任北京卫视音乐竞技节目《跨界歌王》第五季评审，参与《乘风破浪的姐姐》、《乐队的夏天》第二季。10月，以乐评人身份参加CCTV音乐节目《TOP荣耀时刻》。2021年1月，《天赐的声音》第二季开播，丁太升继续担任“声音鉴赏团”成员。同年，作为新嘉宾加盟《吐槽大会》第五季总决赛，开设播客节目《大声调频》。

## 音乐作品

### 单曲
| 年份   | 名称                                 | 备注                                            |
| ------ | ------------------------------------ | ----------------------------------------------- |
| 1999年 | 《远山》                             | 收录于专辑《第一直觉》                          |
| 1999年 | 《两千五百年》                       | 收录于专辑《第一直觉》                          |
| 2001年 | 《葡萄》                             | 以“黑刀”名义发表 收录于专辑《非另类空间 合辑I》 |
| 2010年 | 《你变得忧伤》                       | 以“黑刀”名义发表                                |
| 2017年 | 《我从海边来，身体上长满了盐》       |                                                 |
| 2020年 | 《狼狗》                             |                                                 |
| 2021年 | 《黑刀Style》 （合作演唱者：王大卫） | 首支说唱歌曲                                    |

### 词曲创作
| 年份   | 名称           | 歌手               | 备注 |
| ------ | -------------- | ------------------ | ---- |
| 2021年 | 《楚门秀》     | 陈伟伦、鹤这豹脾气 | 作词 |
| 2021年 | 《山顶上有风》 | 张赫宣             | 作词 |

## 影视作品

### 电影
| 年份   | 名称           | 职务 | 备注 |
| ------ | -------------- | ---- | ---- |
| 2008年 | 《野人也有爱》 | 演员 |      |
| 2012年 | 《乐队》       | 演员 |      |

### 纪录片
| 年份   | 名称     | 职务             | 备注                       |
| ------ | -------- | ---------------- | -------------------------- |
| 2017年 | 《2017》 | 导演、剪辑       | [ 37 ]                     |
| 2019年 | 《2018》 | 导演、剪辑       | [ 38 ]                     |
| 2019年 | 《2019》 | 导演、剪辑、字幕 | bilibili“再见2019”活动作品 |
| 2021年 | 《2020》 | 导演、剪辑、字幕 | [ 40 ]                     |

## 舞台剧
| 年份   | 名称         | 职务 | 备注          |
| ------ | ------------ | ---- | ------------- |
| 2013年 | 《情爱长安》 | 编剧 | [ 21 ]        |
| 2017年 | 《情爱江南》 | 编剧 | [ 41 ] [ 42 ] |

## 综艺节目
| 年份   | 节目名称             | 频道／平台 | 备注             |
| ------ | -------------------- | ---------- | ---------------- |
| 2009年 | 《2009快乐女声》     | 湖南卫视   | 专业评审         |
| 2016年 | 《敢ZUO敢为女声秀》  | 芒果TV     | “敢说团”成员     |
| 2017年 | 《奇葩大会》         | 爱奇艺     | 选手             |
| 2017年 | 《2017快乐男声》     | 芒果TV     | 评委             |
| 2019年 | 《乐队的夏天》第一季 | 爱奇艺     | 专业乐迷         |
| 2019年 | 《一起乐队吧》       | 优酷视频   | 权威乐评人       |
| 2020年 | 《天赐的声音》第一季 | 浙江卫视   | “声音鉴赏团”成员 |
| 2020年 | 《乘风破浪的姐姐》   | 芒果TV     | “专业观众团”成员 |
| 2020年 | 《跨界歌王》第五季   | 北京卫视   | 乐评人           |
| 2020年 | 《乐队的夏天》第二季 | 爱奇艺     | 专业乐迷         |
| 2020年 | 《TOP荣耀时刻》      | CCTV       | 乐评人           |
| 2021年 | 《天赐的声音》第二季 | 浙江卫视   | “声音鉴赏团”成员 |

## 争议事件
作为乐评人，丁太升常以犀利言辞评价歌手的表现。曾因批评萨顶顶、刘维、Vava等歌手而引发热议。
2010年4月，丁太升在豆瓣发表一篇描述自己参加江苏卫视节目《非诚勿扰》的日记，引发网民关注和转载。江苏卫视方面对此进行查证，确认丁太升没有参加这一节目，并批评其伤害节目品牌，向其发出了律师函。随后，丁太升发文致歉江苏卫视《非常勿扰》栏目组，解释该日记实为小说。
2021年5月，丁太升通过新浪微博发文称：“那些对世界（除了对自己的国、自己的省、自己的市、自己的县、自己的乡、自己的村、自己的家、自己）满怀恨意和敌意的人，也终将被他人所仇视，所敌视，所鄙视。”该言论引发网民不满，其此前发布的关于武汉疫情的言论也被翻出。丁太升随后发布道歉声明，称已经意识到问题所在，将谨慎言行。